# Aeródromo de Azul
El Aeródromo de Azul (OACI: SAZA) es un aeropuerto ubicado 4 km al sur de la ciudad de Azul, Provincia de Buenos Aires, Argentina.
El Servicio Meteorológico Nacional posee una estación meteorológica en el aeródromo.